# George Cosmovici (inginer)
George Constantin Cosmovici (n. 1854 — d. 1920) a fost un inginer mecanic român, inventator, director al Serviciului de ateliere și tracțiune al CFR (1901-1920). A fost inițiatorul pe plan european al cercetărilor despre dimensionarea focarelor și aparatelor  pentru ars păcura. A construit un model original de pulverizator de păcură, folosit la focarele locomotivelor. În 1906 a inventat cutia de ungere continuă pentru roțile vagoanelor de cale ferată, invenția fiind adaptată la Căile Ferate Române, dar și la rețeaua feroviară a altor țări din Europa.